# 加斯科因
加斯科因（英語：Gascoyne），是西澳大利亚九个行政区之一，位于澳大利亚西北部。加斯科因在印度洋的海岸线长约600 km（370 mi），向内陆衍生近500 km（310 mi），总面积约135,073.8 km2（52,152.3 sq mi）（含岛屿）。

## 人口
加斯科因是澳大利亚西部人口最少的地区，约有9,277人。其中过半的人口集中于加拿分（4,426人）。

## 气候
加斯科內属于中等干旱的热带气候，温暖全年，七月平均日最高温度为22°C（72°F），一月平均日最高温度为35°C（95°F）。

## 外部連結
- Gascoyne Development Commission （页面存档备份，存于）